# Mausolée de Jahângîr
 (mars 2025).
Le  Mausolée de Jahângîr  est un tombeau moghle, situé à Lahore dans le Pendjab, au Pakistan. 
Il fut construit en 1637 pour l’empereur Jahângîr.

## Référence
- (en) K. Mumtaz, Architecture in Pakistan, Mimar Book, Butterworth Architecture, 1985, PP60.